# Салмон

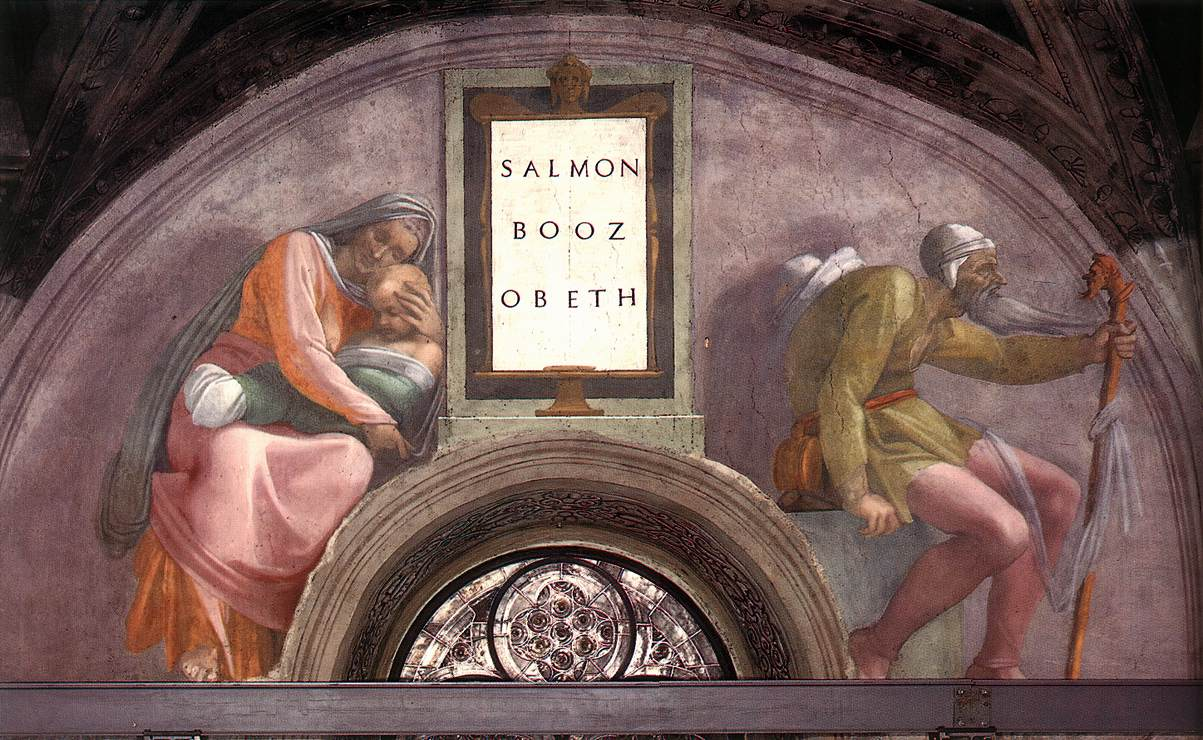
Люнет у Сикстинські капелі з зображенням Салмона, Боаза і Оведа.

Салмон (Салма) — прапрадід Давида (1 Хр. 2:10-11) і член першого покоління ізраїльтян, які перетнули річку Йордан. Був можливо один з двох розвідників, що послав Ісус Навин до Єрихону, перед пеходом через Йордан. Він був сином Нахшона за Другою книго хроніки, та за Мт. 1:4-5 був одружений з Рахав, від якої у нього був син Боаз (Рут. 4:20-21) і який в свою чергу є прадідом царя Давида.
Названий також у родоводі Ісуса Христа в Новому Заповіті (Мт. 1:4-5).